# باول مارتن
باول مارتن (بالإنجليزية: Paul Martin)‏ (8 مارس 1965 في المملكة المتحدة - ) هو مدرب كرة قدم ولاعب كرة قدم بريطاني في مركزي قلب الدفاع والدفاع. لعب مع نادي كيلمارنوك وهاميلتون أكاديميكال ونادي دمبرتون ونادي سترنرير ‏ ونادي ألبيون روفرز ونادي كوينز بارك.

## وصلات خارجية
- باول مارتن على موقع قاعدة بيانات كرة القدم.إي يو (الإنجليزية)